# Luděk Macela
Luděk Macela est un footballeur tchécoslovaque né le 3 octobre 1950 à Černolice et mort le 16 juin 2016 à Prague. Il évoluait au poste de défenseur, principalement au Dukla Prague et en équipe de Tchécoslovaquie.

## Biographie

### En club
Avec le club du Dukla Prague, il remporte trois titres de champion de Tchécoslovaquie, et une Coupe de Tchécoslovaquie.
Avec cette même équipe, il joue 6 matchs en Coupe d'Europe des clubs champions. Il est huitième de finaliste de la Coupe d'Europe des clubs champions en 1980 et quart de finaliste de la Coupe de l'UEFA en 1979.
Avec l'équipe allemande du SV Darmstadt, il joue 100 matchs en 2. Bundesliga, sans inscrire le moindre but.

### En équipe nationale
Luděk Macela reçoit 8 sélections en équipe de Tchécoslovaquie entre 1980 et 1981.
Il joue son premier match en équipe nationale le 15 octobre 1980 contre l'Argentine à Buenos Aires (défaite 1-0). Il reçoit sa dernière sélection le 18 août 1981 contre une sélection de l'UEFA à Prague (victoire 4-0).
Il dispute 4 matchs comptant pour les éliminatoires du mondial 1982 (3 victoires et 1 défaite).
Il participe avec l'équipe de Tchécoslovaquie aux Jeux olympiques d'été de 1980 organisés à Moscou, où il remporte la médaille d'or. Il joue cinq matchs lors du tournoi olympique.

## Palmarès
- Champion de Tchécoslovaquie en 1977, 1979 et 1982 avec le Dukla Prague
- Vainqueur de la Coupe de Tchécoslovaquie en 1982 avec le Dukla Prague